# 大學城站 (法蘭西島大區快鐵)
大学城站（法語：Gare de Cité universitaire），是法国的一个铁路车站，属于大区快铁B线。开通于1846年6月7日，位于巴黎十四区。属于第一收费区（法語：Zone 1）。